# 881 Athene
Athene (asteróide 881) é um asteróide da cintura principal, a 2,0748511 UA. Possui uma excentricidade de 0,2060681 e um período orbital de 1 543,13 dias (4,23 anos).
Athene tem uma velocidade orbital média de 18,42429543 km/s e uma inclinação de 14,18225º.
Esse asteróide foi descoberto em 22 de Julho de 1917 por Max Wolf.
Este asteroide recebeu este nome em homenagem à deusa Atena da mitologia grega.